# Hyperacrius
Hyperacrius (Miller, 1896) è un genere di roditori della famiglia dei Cricetidi.

## Descrizione

### Dimensioni
Al genere Hyperacrius appartengono roditori di piccole dimensioni, con lunghezza della testa e del corpo tra 84 e 122 mm, la lunghezza della coda tra 19 e 45 mm e un peso fino a 60 g.

### Caratteristiche craniche e dentarie
Il cranio presenta un rostro lungo e sottile e una cresta sagittale sviluppata nella sua parte anteriore. Gli incisivi superiori sono proodonti, ovvero con le punte rivolte in avanti, i molari sono a crescita continua, hanno la corona alta ed hanno la caratteristica forma prismatica. I molari superiori presentano due rientranze su ogni lato, eccetto il secondo e il terzo che ne hanno soltanto una sul lato esterno.
Sono caratterizzati dalla seguente formula dentaria:

### Aspetto
La pelliccia è corta e densa. Le vibrisse sono corte e sottili. Gli occhi sono piccoli. Le orecchie sono piccole e talvolta nascoste nella pelliccia. Le zampe sono di proporzioni normali. Gli artigli sono lunghi e sottili, quelli delle mani sono più lunghi. Il pollice è piccolo e munito di un'unghia appiattita. Sono presenti 5 cuscinetti sul palmo della mano e 5 cuscinetti sulla pianta dei piedi. La coda varia da un terzo ad un quinto della lunghezza della testa e del corpo. Le femmine hanno un paio di mammelle pettorali e 2 paia inguinali.

## Distribuzione
Sono roditori terricoli endemici del Pakistan settentrionale.

## Tassonomia
Il genere comprende 2 specie.
- Hyperacrius fertilis
- Hyperacrius wynnei